# NGC 1311
NGC 1311 è una piccola galassia a spirale magellanica situata nella costellazione dell'Orologio, a una distanza di circa 16 milioni di anni luce dalla nostra Via Lattea.

## Scoperta
La galassia è stata scoperta il 24 dicembre 1837 dall'astronomo britannico John Herschel.

## Descrizione
NGC 1311 ha una classe di luminosità V e presenta una larga riga a 21 cm dell'idrogeno neutro. La galassia è anche debolmente luminosa ai raggi X.

## Studi sulla popolazione stellare di NGC 1311
Data la relativa vicinanza alla nostra Via Lattea, NGC 1311 è stata oggetto di studi sulla sua popolazione stellare effettuati dal Telescopio spaziale Hubble, che hanno permesso di individuare alcune stelle singole nelle immagini.
Uno studio condotto da Eskridge e colleghi, ha mostrato che NGC 1311 racchiude una grande popolazione di stelle supergiganti blu e numerosi ammassi aperti compatti di giovani stelle. Un altro studio più recente, ha permesso di identificare 13 ammassi aperti le cui masse sono comprese tra 1000 e 100 000 masse solari. l'età delle stelle degli ammassi indicano che NGC 1311 ha conosciuto fasi di intensa formazione stellare in periodo che risalgono a 1 miliardo, 100 milioni e 10 milioni di anni fa.

## Gruppo di IC 1954
NGC 1311 fa parte del Gruppo di IC 1954 che comprende almeno sei galassie brillanti nel dominio dei raggi X. Le altre galassie del gruppo sono IC 1933, IC 1954, ESO 200-G045, NGC 1249 e IC 1959.